# Nidder
La Nidder est un cours d'eau d'une longueur de 68 km qui coule dans le land de la Hesse au centre de l'Allemagne. Elle est un affluent de la Nidda dont elle suit  parallèlement le cours à environ 10 km au sud-ouest.

## Source
- (en) Cet article est partiellement ou en totalité issu de l’article de Wikipédia en anglais intitulé « Nidder » (voir la liste des auteurs).